# Børn med særlige forudsætninger
Børn med særlige forudsætninger er et begreb som dækker børn som intelligensmæssigt ligger i top 5% af intelligensskalaen. Begrebet er dog ikke entydigt defineret, blandt andet fordi intelligenstests af børn er usikre.
De særlige forudsætninger er ofte indenfor specifikke områder, såsom kreative evner, matematiske evner eller specifikke sportsgrene. Således kan et barn være flere år forud for sin alder indenfor et specifikt felt (fx matematik), mens det på de fleste andre områder er gennemsnitligt. Men hvor der indenfor idræt ofte findes specifik talentudvikling, findes der endnu ikke alle steder en tilsvarende intellektuel talentudvikling.
Om et barn er dækket af begrebet "særlige forudsætninger" afgøres som regel af en WISC-test (en intelligenstest for børn), kombineret med en samtale med en børnepsykolog. Forældrene inddrages også i en sådan samtale.

## Asynkron udvikling
Børn med særlige forudsætninger er ofte præget af asynkron udvikling, hvor børnene på nogle områder mentalt er flere år foran deres alder, mens de på andre områder er helt gennemsnitlige eller endog bagud i forhold til deres alder.

## Omgivelsernes reaktion
Det er ikke usædvanligt at børn i denne situation fejlagtigt diagnosticeres med ADHD eller Aspergers , og det kan ofte skyldes at barnet har svært ved at sidde stille i timerne på grund af kedsomhed eller manglende udfordringer.
I andre tilfælde kan barnet udvikle sig til en underyder, dvs. et barn som bevidst eller ubevidst leverer et ringere resultat end evnerne rækker til, for på den måde at gemme sig i mængden . Det ses eksempelvis jævnligt hos stillepiger.
Der er på landsplan ikke noget samlet arbejde på dette felt (pr. 2012), men mange kommuner har opstartet forskellige programmer på skolerne.
Også Børne-Ungdoms Pædagogisk Landsforening (BUPL) har stigende fokus på dette indsatsområde.

## Steder at søge mere information
Der findes på landsplan et lille antal privatskoler som har specialiseret sig i børn med særlige forudsætninger, for eksempel Mentiqa-Nordjylland i Nørresundby, eller Athene-skolen i Søborg (se henvisninger nedenfor).
www.mentiqa.com
Der findes i Danmark en forening for børn med særlige forudsætninger ved navn Gifted Children Danmark.